# Yulin
Yulin (em chinês tradicional:  玉林市; chinês simplificado: 玉林市; pinyin:  Yùlín; Zhuang: Yoglinz) é uma localidade situada ao sudeste da Regiao Autónoma Zhuang de Quancim, na República Popular da China. Ocupa uma área total de 4.957 Km² dos quais 1.252 km² correspondem à cidade propriamente dita. As etnias presentes na cidade são Zhuang, Yao, Hui, Miao, Han e Dong. Segundo dados de 2010, Yulin possuí  6.712.300 habitantes, 36.78% das pessoas que pertencem ao grupo étnico Zhuang.

## Festival de Carne de Cachorro
A cidade é casa do festival altamente criticado que se chama, o "Festival de Carne de Cão/Cachorro do Soltício de Verão de Yulin que em 2013 se deu o assassinato de 10.000 cachorros/cães que foram comidos. Muitos dos cães são electrocutados, queimados e descascados/arrancadas as peles, enquanto vivos e conscientes.

 
Segundo a lenda, comer carne de cão/cachorro expulsa fantasmas e doença e teria sido usado para tratar a impotência. Activistas locais contra o festival decidiram enviar uma petição à Casa Branca, depois dos esforços locais (escrever para o presidente da cidade/prefeito) não terem tido sucesso para cancelar a festa.